# Taenioides purpurascens
Taenioides purpurascens är en fiskart som först beskrevs av De Vis, 1884.  Taenioides purpurascens ingår i släktet Taenioides och familjen smörbultsfiskar. Inga underarter finns listade i Catalogue of Life.
Fisken liknar en ål i formen och den är främst violett med svartaktiga och rosa ställen. Den första ryggfenan och analfenan är långsträckta. Typisk är små ögon och små knölar på huvudet. Taenioides purpurascens har en uppåt riktad nos. Fjäll saknas. I ryggfenorna finns 6 taggstrålar och 35 till 38 mjukstrålar och analfenan har 34 till 38 mjukstrålar. Vid huvudets undersida finns skäggtöm. Arten blir upp till 16 cm lång.
Arten förekommer vid östra Australiens kustlinje ungefär från Brisbane till Sydney. Den dyker till ett djup av 20 meter. Fisken hittas ofta i vikar och den gräver i havets slammiga botten.
Landskapsförändringar som medför att vikar minskar kan påverka beståndet. Hela populationen bedöms som stor. IUCN listar arten som livskraftig (LC).